# Nagari Tanjuang Balik Simiso
Nagari Tanjuang Balik Simiso is een bestuurslaag in het regentschap Solok van de provincie West-Sumatra, Indonesië. Nagari Tanjuang Balik Simiso telt 1652 inwoners (volkstelling 2010).